# الحدائق المستدامة
تنسيق الحدائق المستدامة تشمل مجموعة متنوعة من الممارسات التي وضعت استجابة للقضايا البيئية. وتستخدم هذه الممارسات في كل مرحلة من المناظر الطبيعية، بما في ذلك التصميم والتنفيذ، والتطبيق وإدارة الحدائق السكنية والتجارية.

## الممارسات الغير مستدامة
بعض الآثار للممارسات غير المستدامة هي: التدهور الشديد في النظام البيئي المحيطة بها، ضرر على صحة الإنسان، وخاصة في حالة تدهور مزودات مياه الشرب، إلحاق الضرر بالنباتات والحيوانات وموائلها. عمليات الترسيب من المياه السطحية التي يسببها جريان مياه الأمطار؛ الملوثات الكيميائية في مياه الشرب التي يسببها جريان المبيدات الحشرية، والمشكلات الصحية الناجمة عن الأسمدة والمبيدات الحشرية السامة، والاستخدام غير الصحيح والنقل والتخزين والتخلص من المبيدات الحشرية، وتلوث الهواء والضوضاء الناجمة عن معدات تنسيق الحدائق؛ غزو الأراضي البرية بالأعشاب الضارة والآفات الحشرية، والاستخدام الجائر للموارد الطبيعية المحدودة.

### الحلول
مجموعة من الحلول في تنسيق الحدائق المستدامة
بعض الحلول التي يجري تطويرها هي:
- الحد من جريان مياه الأمطار من خلال استخدام bio-swales، حدائق المطر والأسطح والجدران الخضراء.
- الحد من استخدام المياه في تنسيق الحدائق من خلال استخدام تقنيات المياه الحديثة التي تقلل من استخدام الماء.
- الترشيح الحيوي للنفايات من خلال إنشاء الأراضي الرطبة.
- ري المزرعات باستخدام المياه الناتجة من الاستحمام والمصارف، والمعروفة باسم المياه العادمة.
- استخدام الأساليب والتدابير الملائمة لمكافحة الآفات.
- خلق وتعزيز مواطن للحياة البرية في البيئات الحضرية.
- تصميم الحدائق بطريقة تقلل من استخدام الطاقة بكفاءة، من خلال وضعها في المكان المناسب بحيث يتم التحكم في أماكن الظل لهذه الأشجار بالإضافة لاى استخدامها كمصدات للرياح.
- استخدام مواد ذات نفاذية عالية في رصف الأرضيات للحد من جريان مياه الأمطار والسماح لمياه الأمطار بأن ترشح إلى الأرض لتغذية المياه الجوفية بدلا من جريانها كمياه سطحية
- استخدام الخشب المقطوع بصورة مستدامة، ومنتجات الخشب المركب لتزيين الحدائق، والمشاريع الزراعية الأخرى، بالإضافة إلى استخدام الاخشاب المرنة.
- إعادة تدوير المنتجات، مثل الزجاج والمطاط من الإطارات وغيرها من المواد لصنع المنتجات المستخدمة في تنسق الحدائق مثل حجارة الرصف، وغيرها من المواد.
- أساليب التحكم بالتربة، بما في ذلك التسميد، لصون وتعزيز التربة السليمة التي تدعم التنوع في البيئة اليوية لبعض الكائنات.
- تكامل واعتماد الطاقة المتجددة، بما في ذلك استخدام معدات الإضاءة في الحدائق التي تعمل بالطاقة الشمسية.

## فوائد
الموقع الجغرافي يمكنه تحديد ما هي الإجراءات المستدامة بسبب وجود فروقات في كميات هطول الأمطار ودرجات الحرارة. على سبيل المثال، مجلس كاليفورنيا لإدارة النفايات يركز على الربط بين الحد من الأضرار البيئية وتحقيق أقصى قدر من تنسيق المناظر الطبيعة في المناطق الحضرية من الشركات التجارية. في ولاية كاليفورنيا، فوائد تنسيق الحدائق في كثير من الأحيان لا تفوق تكلفة الموارد المستخدمة في تنسيقها مثل المياه والايدي العاملة. ومع ذلك، الاختيار المناسب للنباتات واختيار مواقعها بشكل صحيح قد يضمن أن تكاليف الصيانة تكون أقل، ومن ناحية أخرى تقليل استهلاك المواد الكميائية والمياه قد يكون سببا في تخفيض تكلفة الصيانة أيضا.

## التصميم المناسب
الخطوة الرئيسة لتنسيق الحدائق هي تصميمها بحيث تكون مستدامة. أولا يجب القيام بعملية تحليل لطبيعة الموقع وهذه العملية يقوم بها عادة مصممي الحدائق في بداية عملية التصميم. وينبغي النظر في عوامل مثل حجم قطعة الأرض، وحجم المنزل، والميزانية هذه العوامل جميا يجب أن تؤخذ بعين الاعتبار. الخطوات اللازمة للتصميم تشمل تخطيط أساسي، جرد وتحليل الموقع، وثائق التشييد، التنفيذ والصيانة. ومن الأهمية الاخذ بعين الاعتبار الامور المتعلقة بالظروف المستقبلية للموقع وهذا يشمل ميلان أشعة الشمس، ونوع التربة، وتدفق الرياح، وطبوغرافية الأرض، والظل، والمناخ. ولتحقيق هدف الحد من الري الاصطناعي والحد من استخدام المواد السامة يتطلب الاختيار المناسب للنباتات بحيث تتلائم مع الموقع المحدد.

### السماد
السماد يتم إنتاجه بإعادة تدوير نفايات الحدائق لتصنيع السماد العضوي بطريقة غيرمكلفة لإعادة استخدامها في تسميد الحدائق. (لمزيد من التفاصيل حول طرق إيجاد. ديدان الأرض، والميكروبات والنباتات وغيرها من الحيوانات تتغذى على هذه المواد العضوية بحيث يقوم بتزويدها بكميات كافية من النيتروجين ودرجات الحرارة والرطوبة المناسبة.
يضاف السماد للتربة المستنزفة من المواد العضوية لتحسينها وتعديلها، يستخدم السماد لتسميد الزهور والخضروات، وأشجار الفاكهة.

### الري
استخدام تقنية (mulch) للحد من فقدان المياه نتيجة للتبخر، والحد من نمو الأعشاب الضارة، والحد من تعرية التربة، مشاكل الغبار والطين. ويمكن أيضا إضافة (Mulch) كمواد مغذية إلى التربة عندما تتحلل. ومع ذلك، غالبا ما يتم استخدام (mulch)في إزالة الأعشاب. الضارة. ولكن الإكثار من استخدام (mulch) من الممكن أن يؤدي إلى ضرر على المزروعات. يجب معرفة مصدر (mulch)، على سبيل المثال، (mulch) الذي يصنع من اشجار الجوز يكون سام.

### مواد البناء
عندما تقرر أي نوع من مواد البناء التي سيتم إستخدمها على الموقع من المهم اختيار مواد معاد تدوريها غالبا. مثل إعادة استخدام الطوب القديم من الأرصفة هي واحدة من الطرق التي تقوم بإعطاء جمالية للمنطقة بالإضافة إلى أنها تقوم بخفض كمية المواد التي تذهب إلى مكب النفايات.
لكن من المهم أيضا أن نكون حذرين بشأن ما هي المواد التي تستخدمها، خاصة إذا كنت تخطط لزراعة المحاصيل الغذائية من أي نوع. يجب تجنب أي نوع من المواد المعالجة، وخصوصا الخشب، والتي يمكن أن ترشح في التربة مع المطر.

## اختيار المزروعات
أحد لاأجزاء المهمة في تنسيق الحدائق المستدامة هو اختيار النباتات. معظم ما يجعل الحدائق غير مستدامة هو كمية المدخلات اللازمة لزراعة النباتات غير المحلية فيها. ما يعنيه هذا هو أن النباتات المحلية، التي تكيفت مع الظروف المناخية المحلية وسوف تتطلب كميات أقل من العمل في الأدوات التي تؤدي إلى الازدهار. على سبيل المثال، فإنه لا معنى لزراعة الطماطم في ولاية أريزونا بسبب عدم وجود ما يكفي من الأمطار الطبيعية بالنسبة لهم للبقاء على قيد الحياة من دون سقي مستمر. بدلا من ذلك، أكثر النباتات ملائمة تلك التي تتحمل الجفاف مثل الصبار فهي قادرة على البقاء على قيد الحياة، بالإضافة إلى ذلك فإنه باختيار النباتات المحلية، يمكن للمرء تجنب بعض المشاكل مع الحشرات والآفات وذلك لأن هذه النباتات أيضا يمكن تكييفها للتعامل مع أي الحشرات الضارة المحلية. وخلاصة القول هي ان الاختيار المناسب والصحيح لنوع من النباتات المحلية، يمكنه حفظ قدرا كبيرا من المال الذي يستخدم لعمليات تسميد التربة وتعديلها، مكافحة الآفات والري.
يمكن للنباتات المستخدمة كمصدات للرياح تقليل ما يصل إلى 30٪ على تكاليف التدفئة في الشتاءوفي فصل الصيف تحول دون دخول أشعة الشمس المباشر إلى المباني سواء التجارية أو السكنية، بالإضافة إلى خلق الهواء البارد من خلال تبخر الماء الناتج عن عملية النتح، ويمكن تبريد المناطق hard scaping مثل المداخل والأرصفة.
البيت الذي تحيط به أشجار أو شجيرات يتمتع بمزايا متعددة. النباتات تطلق كميات من بخار الماء في الجو من خلال النتح والماء لديه القدرة على خفض درجات الحرارة القصوى في المناطق القريبة منه. وبالإضافة إلى ذلك، فإن وجود الأشجار يساعد في إنشاء نظم بيئية مستقرة وصحية (مثل الغابات). وهذا هو من أهم المبادئ المستخدمة في الزراعة المستديمة.
إذا تم اختيار الأشجار المحيطة بالمنزل لإنتاج الفاكهة الصالحة للأكل فإنها يمكن أن توفر مصدر غذائي مستدام لسكان المنزل. حتى وان كانت بعض هذه المزروعات تتطلب كميات من الماء لععملية الري (خصوصا في فصل الصيف)، فإن معالجة المياه العادمة وأنظمة تجميع المياه في فصل الشتاء تعتبر حلول ممتازة لحل متل هذه المشكلات، ولكن يجب الانتباه ان المياع العادمة غير مناسبة لري جميع أنواع النباتات حيث أن المياه العدمة تحتوي على درجات حموضه عالية وهناك نباتات لاتتحمل هذه النسبة من الحموضة
و بالإضافة إلى اختيار أماكن وضع الأشجار بشكل ذكي يساعد بالحفاظ على الطاقة، حيث أنه يكون موضع الأشجار المتساقطة الأوراق العريضة بالقرب من الواجهات الشرقية والغربية وأحيانا الشمالية. هذا التوزيع يتيح التظليل في فصل الصيف مع السماح بدخول كميات كبيرة من حرارة أشعة الشمس في فصل الشتاء. ولكن يجب الانتباه انه عند وضع الأشجار يجب أن تكون بعيدة عن جدران المنزل بما لا يقل عن 1م حيث أن جذور النباتات قد تسبب تدمير لأساسات البيت في أثناء نموها مما ينتج عنه تدمير للجدار وفي بعض الأحيان تدمير للبيت كاملا.. أما في الواجهات الجنوبية في التصميم المستدام فإن استخدام الأشجار يكون معدوما أو قليلا حيث أنها أكثر واجهة معرضة لاشعة الشمس وعادة ما تستغل في تجميع الطاقة الشمسية من خلال وجود الخلايا الشمسية للاستفادة منها أو استخدام الكتل الحرارية التي تقوم بتجميع الحرارة خلال النهار وإعادة اشعاعها خلال الليل وهذا يفيد في عمليات التدفئة للبيوت في فصل الشتاء.
وثمة خيار ذكي آخر وهو عمل سياج نباتي كثيف يتكون من اشجار دائمة الخضرة (مثل الصنوبريات) بالقرب من الواجهة الجنوبية وهي الجهة التي تهب منها الرياح القارية الباردة (الواجهة الشمالية في نصف الكرة الأرضية الشمالية)، وأيضا وضع سياج اخرفي المناطق التي تهب الرياح السائدة. ومثل هذا الخيار يخلق wind barrier فعالة في الشتاء حيث أنها تمنع درجات الحرارة المنخفضة جدا خارج المنزل، ويقلل من تسرب الهواء نحو الداخل. الحسابات تشير إلى أنه وضع wind brake على مسافة مرتين لارتفاع الأشجار يمكن أن تقلل من سرعة الرياح بنسبة 75٪. ويترتب على ذلك أنه، مع بعض التخطيط، انه يمكن تطبيق وضع الأشجار (سواء كانت دائمة الخضرة أو لا) في وقت واحد.
الاستراتيجيات المذكورة أعلاه عن توزيع النباتات لها عيبين، أولا، أنها تعمل على تقليل دوران الهواء في الصيف (على الرغم من التدفئة في العديد من المناطق هو الأكثر أهمية وهو مكلف أكثر من من التبريد)، وثانيا، أنها قد تؤثر على كفاءة الألواح الشمسية، ومع ذلك، تشير التقديرات إلى أنه إذا كان يتم تطبيق كل الاستراتيجيات بشكل صحيح، فإنها يمكن أن تقلل من الطاقة الإجمالية المستخدمة في المنزل بنسبة تصل إلى 22٪.

## الصيانة
مشاكل الآفات الزرراعية التي قد تتعرض لها النباتات هي من أهم الأمور التي يجب أن تؤخذ بعين الاعتبار للحفاظ على صحة النبات. من المفضل أن تبدأ مع مواد نباتية خالية من الآفات بالإضافة إلى فحص واغلاق المعدات جيدا من الأمور الموصى بها. ترسخ وتعزيز التنوع الحيوي في المنطقة الزراعية قد يكون مفيدا للنباتات (مثل الطيور، والحشرات) حيث أن هذه الكائنات تتغذى على الافات الزراعية.
لأن الآفات الزراعية تختلف من نبتة إلى أخرى، لذلك فإن تقييم المشكلة بشكل صحيح يعتبر نصف المعركة. في حين يتم اختيار المبيدات الحشرية في كثير من الأحيان يجب الانتباه إلى نوع المبيد الحشري، ويفضل استخدام المبيدات الحشرية العضوية أو الطبيعة على المبيدات الكميائية حيث أنها اقل ضررا على النباتات المجاورة للنبتة المريضة في حين ان المبيدات الكميائية قد تؤثر سلبا على جميع المزروعات..
التقليم السليم يعمل على زيادة دوران الهواء ويقلل من احتمال وقوع الأمراض النباتية. ومع ذلك، التشذيب غير اللائق ويضر بالشجيرات والأشجار. حيث أن التقليم الزائد وقص النباتات بشكل مستمر وغير سليم النباتات يسبب الإفراط في نمو النبات. وبالإضافة إلى ذلك، التقليم أيضا قد يعتبر من الممارسات الخطرة التي تؤدي لجعل الشجرة في خطر حيث أنها تصبح عرضة للتلف بسبب الرياح
.تقنية التقليم الطبيعي تكون خلال موسم معينة وملائمة، لتتم الاستفادة منه. من ناحية أخرى، فهو يعزز صحة النباتات ويجعلها أكثر استقرارا. في المناطق المعتدلة، ينبغي أن نقوم بعملية تشذيب النباتات في فترات السكون. ومن الخطأ ان نقوم بعمل التشذيب للنباتات في مرحلة النمو لأنه يتم تحفيز النمو، والبراعم الجديدة تكون ضعيفة للغاية حيث أنها لا تستطيع تحمل درجات الحرارة المنخفضة في فصل الشتاء.